# 10022 Зубов
10022 Зубов (10022 Zubov) — астероїд головного поясу, відкритий 22 вересня 1979 року.
Тіссеранів параметр щодо Юпітера — 3,529.
Названо на честь російського математика Володимира Івановича Зубова (1930-2000).